# Nick Wirth
Nicholas John Peter Wirth (Merton, 26 marzo 1966) è un ingegnere britannico, ex proprietario del team Simtek di Formula 1 ed ex direttore tecnico del Virgin Racing.

## Carriera
Laureatosi brillantemente alla University College di Londra Wirth cominciò immediatamente a lavorare per il team March di Formula 1, anche grazie all'amicizia con Mark Herd (figlio di uno dei fondatori del team, Robin Herd). Nel 1987 realizzò, insieme ad Adrian Newey, la March 881, che disputò con buoni risultati la stagione 1988, disegnando poi in modo autonomo la March Nissan che prese parte senza grande successo alla 24 Ore di Le Mans nel 1989.

### Simtek Research Ltd.
La March fu poi venduta alla casa finanziaria giapponese Leyton House e, nel 1989, Wirth fondò, grazie ai finanziamenti di Max Mosley (un altro fondatore della March), la Simtek Research Ltd, azienda specializzata in consulenze aerodinamiche nel campo dell'automobilismo. La Simtek (il cui nome sta per Simulation Technology) ebbe una rapida espansione, tanto da occuparsi dell'installazione di una nuova galleria del vento per conto della Ligier e del progetto di una vettura di Formula 1 per la BMW, poi abbandonato dalla casa bavarese (nel 1992 i telai sarebbero stati acquistati dalla Andrea Moda). Nel 1992 Mosley, ormai presidente della FISA, uscì dalla società.

### Simtek Grand Prix
Nel 1993 Wirth decise di fondare un proprio team di Formula 1, chiamandolo Simtek Grand Prix. La scuderia debuttò nel 1994, con il finanziamento dell'emittente televisiva MTV e la partecipazione nella società da parte dell'ex Campione del Mondo di Formula 1 Jack Brabham, il cui figlio David fu ingaggiato insieme all'austriaco Roland Ratzenberger come pilota. Dopo due Gran Premi relativamente tranquilli, nei quali le vetture furono relegate nelle retrovie, a Imola il team fu colpito da una tragedia: durante le qualifiche sulla vettura di Ratzenberger si staccò l'alettone anteriore e l'austriaco si schiantò a grande velocità contro le barriere alla curva Villeneuve, perdendo la vita.
Questo tragico avvenimento scosse profondamente il team, la cui difficile situazione finanziaria costrinse Wirth ad assumere alcuni piloti paganti. La Simtek chiuse la stagione senza punti, con un nono posto come miglior risultato. Nel 1995 le prestazioni della vettura, affidata a Jos Verstappen, furono nettamente migliori, ma la scuderia fu costretta a chiudere, schiacciata dai debiti; insieme ad essa chiuse anche la Simtek Research Ltd.

### Benetton e anni successivi
Dopo il fallimento del suo team di Formula 1, a fine 1996 Wirth fu ingaggiato dalla Benetton per diventare direttore tecnico, carica che ricoprì fino al 1999. I risultati non furono all'altezza delle aspettative e il progettista inglese si dimise, cominciando poi a lavorare nel campo della robotica; il tecnico inglese fondò una propria compagnia, la RoboScience, per mezzo della quale sviluppò il RoboDog, un cane-robot in grado di compiere diverse operazioni. 
Nel 2003 Wirth ritornò nel campo dell'automobilismo, fondando la Wirth Research, con la quale si occupò di sviluppare le vetture del campionato IRL; nel 2007 la Wirth Research cominciò ad occuparsi dello sviluppo delle Acura LMP2 impegnate nel campionato American Le Mans Series. Nel 2008 la progettazione delle vetture diventò completamente digitale (senza supporto di una galleria del vento) grazie alla tecnica del CFD (Computational Fluid Dynamics) e l'anno successivo la Acura si assicurò la vittoria del campionato sia nella classe LMP2 che nella superiore LMP1.

### Virgin Racing ed allontanamento
Nel 2009 Wirth è tornato ad occuparsi di Formula 1, quando la sua Wirth Research ha stipulato un accordo con il neonato team Manor Grand Prix (successivamente acquisito dalla Virgin e rinominato Virgin Racing) per la progettazione e la costruzione di una vettura di Formula 1 per la stagione 2010. La monoposto, la VR-01, è stata realizzata senza il supporto di una galleria del vento, utilizzando solamente simulazioni al computer con la tecnica del CFD; Wirth ha poi assunto l'incarico di direttore tecnico del team. Nella stagione 2010 la vettura si dimostra poco affidabile e di scarse prestazioni, non riuscendo mai a raggiungere la zona punti. In rare occasioni la vettura è riuscita a passare alla seconda fase delle qualificazioni (Malesia e Belgio con Timo Glock). Alla fine della stagione la vettura si trova in ultima posizione nel campionato piloti, con 0 punti, alla pari di Lotus ed HRT, anche loro team debuttanti. Nella stagione 2011 la vettura si mostra più affidabile, ma non ancora competitiva con il resto dei team. Dopo il Gran Premio di Turchia, la Virgin risolve il contratto con la Wirth Research, ingaggiando Pat Symonds come nuovo DT e stipulando, poco prima del Gran Premio di Gran Bretagna, un accordo con la McLaren per usufruire delle strutture di quest'ultima.